# Megan Hanushek
Megan Hanushek (* 1971 in Gates) ist eine ehemalige US-amerikanische Fußballspielerin.

## Karriere
Hanushek spielte während ihres Studiums in Rochester von 1988 bis 1992 Fußball für die Yellowjackets, das Sport-Team der University of Rochester. In diesem Zeitraum erzielte sie insgesamt 15 Tore in der UAA innerhalb der NCAA Division III. Als Spielführerin nahm sie mit den Yellowjackets an vier NCAA-Meisterschaften teil und erreichte 1991 das Finale.
In Deutschland bestritt sie als Mittelfeldspielerin von 1992 bis 1995 für Grün-Weiß Brauweiler Punktspiele in der seinerzeit zweigleisigen Bundesliga. Sie erreichte mit Grün-Weiß Brauweiler viermal ein Finale, aus denen ihr Verein zweimal als Sieger hervorging und einmal – jedoch ohne ihren Einsatz – den DFB-Supercup gewann.
Ihr erstes Finale, das sie für ihren Verein bestritt, fand am 12. Juni 1993 um den deutschen Vereinspokal im Olympiastadion Berlin statt. Doch diesen gewann – wenn auch erst mit 6:5 im Elfmeterschießen – der TSV Siegen; sie wurde in der 70. Minute für Nicole Schön ausgewechselt. Am 14. Juni 1994 ergab sich an selber Stätte dieselbe Spielpaarung, aus der ihre Mannschaft diesmal jedoch mit 2:1 als Sieger hervorging. Im Finale um die Deutsche Meisterschaft fünf Tage später auf der Sportanlage am Freibad Stommeln in Pulheim, war ihre Mannschaft – in der sie nicht eingesetzt worden war – vor 2600 Zuschauern der des TSV Siegen mit 0:1 unterlegen. Das an selber Stätte am 14. Mai 1995 ausgetragene Meisterschaftsfinale gegen den FSV Frankfurt wurde erneut verloren – Katja Bornschein und Birgit Prinz sorgten für die beiden Frankfurter Tore und damit zum Titelgewinn. Gegen diese Mannschaft schied sie mit Grün-Weiß Brauweiler am 12. Juni 1995 mit 4:5 im  Elfmeterschießen bereits im Pokal-Halbfinale aus dem Wettbewerb aus.
In die Vereinigten Staaten zurückgekehrt, spielte sie noch für die Rochester Ravens in der USL W-League, in der sie 1997 zur zweitbesten Torschützin avancierte.

## Erfolge
- Deutscher Meisterschaftsfinalist 1994, 1995
- Meister Bundesliga Nord 1995, Zweiter 1994, 1993
- DFB-Pokal -Sieger 1994, -Finalist 1993
- DFB-Supercup-Sieger 1994 (ohne Einsatz)

## Auszeichnung
- NCAA-Frau des Jahres 1992
- ISAA Div. III-Feldspieler des Jahres 1992
- MVP der UAA 1991
- Aufnahme in die Hall of Fame im Jahr 2009[11]

## Sonstiges
Gemeinsam mit ihrem Bruder Eric eröffnete sie am 4. Juli 1996 in Brighton The Soccer Shack, ein Geschäft für Fußballspielerbekleidung, das jedoch aufgrund der COVID-19-Pandemie und dem erfolgten Räumungsverkauf nach dem 1. Mai 2021 aufgegeben werden musste.